# Edward Mills Purcell
Edward Mills Purcell (Taylorville, Illinois, EUA, 1912 - Cambridge, Massachusetts, 1997) fou un físic estatunidenc guardonat amb el Premi Nobel de Física l'any 1952.

## Biografia
Va néixer el 30 d'agost de 1912 a la població de Taylorville, a l'estat nord-americà d'Illinois. Estudià enginyeria a la Purdue University i s'hi llicencià el 1933, i posteriorment estudià física a la Universitat Harvard on es doctorà el 1938.
Fou conseller científic dels presidents Dwight D. Eisenhower, John Fitzgerald Kennedy i Lyndon B. Johnson. Purcell es morí el 7 de març de 1997 a la població de Cambridge, a l'estat nord-americà de Massachusetts.

## Recerca científica
Després de participar en el desenvolupament del radar al laboratori de radiació de l'Institut Tecnològic de Massachusetts (MIT), Purcell retornà a Harvard per continuar les seves investigacions sobre el mesurament de camps magnètics en el nucli atòmic, descobrint l'any 1945 la ressonància magnètica nuclear (RMN). Aquesta ha passat a ser àmpliament usada en física i química per a estudiar l'estructura molecular de materials purs i la composició de les barreges.
El 1952 fou guardonat, juntament amb Felix Bloch, amb el Premi Nobel de Física pels seus estudis, per separat, sobre la mesura de camps magnètics en el nucli atòmic, i la ressonància magnètica nuclear.
Interessat en astronomia, va detectar les microones emeses per l'hidrogen en l'espai interestel·lar, radiació que permet als astrònoms localitzar els núvols d'hidrogen de les galàxies i amidar la rotació de la Via Làctia. Al costat de Norman Foster Ramsey, enuncià la violació de la simetria CP de la física de partícules.